# Koneck (gmina)
Koneck est une gmina rurale du powiat de Aleksandrów Kujawski, Couïavie-Poméranie, dans le centre-nord de la Pologne. Son siège est le village de Koneck, qui se situe environ 10 km au sud d'Aleksandrów Kujawski et 29 km au sud de Toruń.
La gmina couvre une superficie de 68,13 km2 pour une population de 3 368 habitants.

## Géographie
La gmina est bordée par les gminy d'Aleksandrów Kujawski, Bądkowo, Dąbrowa Biskupia, Raciążek, Waganiec et Zakrzewo.